# بخش سوپول
بخش سوپول (به انگلیسی: Supaul district) یک منطقهٔ مسکونی در هند است که در بخش کوسی واقع شده‌است. بخش سوپول ۲٬۴۱۰ کیلومتر مربع مساحت و ۲٬۲۲۹٬۰۷۶ نفر جمعیت دارد.